# Hydropsyche morettii
Hydropsyche morettii är en nattsländeart som beskrevs av De Pietro 1996. Hydropsyche morettii ingår i släktet Hydropsyche och familjen ryssjenattsländor. Inga underarter finns listade i Catalogue of Life.